# 洛雷托 (布尔根兰州)
洛雷托（德語：Loretto）是奥地利布尔根兰州艾森施塔特城郊县的一个市镇。总面积2.38平方公里，总人口458人，人口密度192.4人/平方公里（2011年）。